# Kołacin (województwo łódzkie)

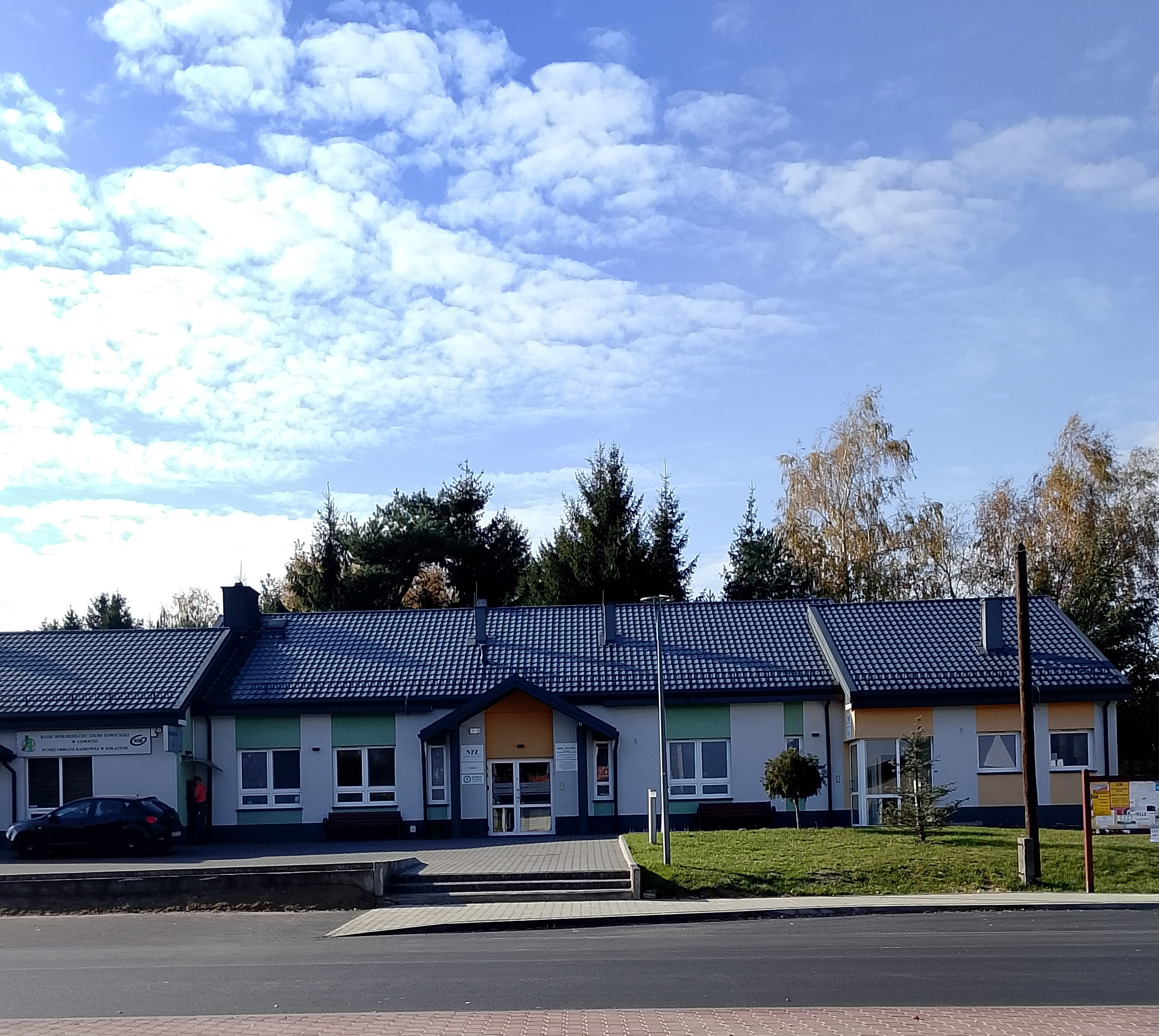
Przychodnia zdrowia (NZOZ) w Kołacinie w 2024 r.

Kołacin – wieś sołecka w Polsce położona w województwie łódzkim, w powiecie brzezińskim, w gminie Dmosin. W 2014 miejscowość zamieszkiwały 404 osoby.

## Położenie
Wieś Kołacin według regionalizacji fizycznogeograficznej Jerzego Kondrackiego leży na obszarze megaregionu Pozaalpejska Europa Środkowa, prowincji Nizina Środkowoeuropejska, podprowincji Niziny Środkowopolskie, makroregionu Wzniesienia Południowomazowieckie, mezoregionu Wzniesienia Łódzkie. Mezoregion ten zaliczany jest do typu wysoczyzn staroglacjalnych (bezjeziornych).
Zgodnie z ewidencją gruntów i budynków Kołacin podzielony został na dwa obręby ewidencyjne – Kołacin i Kołacin PGR. Obręb Kołacin graniczy z obrębami: Jasień, Mroga Dolna i Szymaniszki na południu, Syberia i Bielanki na zachodzie, Koziołki na północy, Kołacinek, Kobylin i Kołacin PGR na wschodzie. Obręb Kołacin PGR jest mniejszy powierzchniowo i graniczy z obrębami: Kołacin na północy, zachodzie i południowym zachodzie, Jasień na południowym wschodzie i Kobylin na wschodzie.
Będąca siedzibą władz gminy miejscowość Dmosin położona jest w odległości około 7,5 km na północny zachód w linii prostej. Najbliższym miastem w linii prostej są Brzeziny, oddalone o około 8 km na południowy zachód.

## Historia
Wieś szlachecka Kołacin Wielki położona była w drugiej połowie XVI wieku w powiecie rawskim ziemi rawskiej województwa rawskiego.
W Słowniku Geograficznym Królestwa Polskiego i innych krajów słowiańskich tom IV strona 269, z roku 1883 możemy przeczytać:
Kołacin (Kołaczyn), wieś, folwark i osada młynarska nad rzeką Mrożycą, powiat brzeziński, gmina Mroga Dolna, parafia Kołacinek; leży przy drodze bitej z Brzezin na Łyszkowice do Łowicza. W 1827 r. Było tu 33 domy, 238 mieszkańców [...].
8 września 1939 wkraczający do wsi żołnierze Wehrmachtu spalili 14 gospodarstw. Zastrzelili Józefa Kołtuniaka. Wcześniej udało się przekonać Niemców, że most spalili polscy żołnierze a nie mieszkańcy wsi, uniknięto tym samym rozstrzelania mężczyzn zgromadzonych w tym celu przez hitlerowców.

## Administracja
W latach 1954–1972 wieś należała i była siedzibą władz gromady Kołacin. W latach 1975–1998 miejscowość administracyjnie należała do województwa skierniewickiego.

## Gospodarka
We wsi działa m.in. piekarnia, a także zakład młynarski.

## Oświata
We wsi funkcjonuje szkoła podstawowa. Oprócz jednostki w Kołacinie w jej skład wchodzi również filia w Woli Cyrusowej. Do szkoły (łącznie z filią) uczęszczają uczniowie z pięciu miejscowości – Kołacina, Kołacinka, Koziołków, Woli Cyrusowej i Woli Cyrusowej-Kolonii. Jednostka w Kołacinie mieści się w jednym budynku, z siedmioma izbami lekcyjnymi, świetlicą, biblioteką, stołówką i salą gimnastyczną. W budynku w Woli Cyrusowej mieszczą dwie izby lekcyjne, a zajęcia prowadzone są w klasach łączonych.

## Zabytki
Według rejestru zabytków Narodowego Instytutu Dziedzictwa na listę zabytków wpisane są obiekty:
- zespół dworski, 2 poł. XIX w. – XX w.:
  - dwór, nr rej.: 607 z 28.07.1983
  - park, nr rej.: 485 z 16.09.1978

## Turystyka

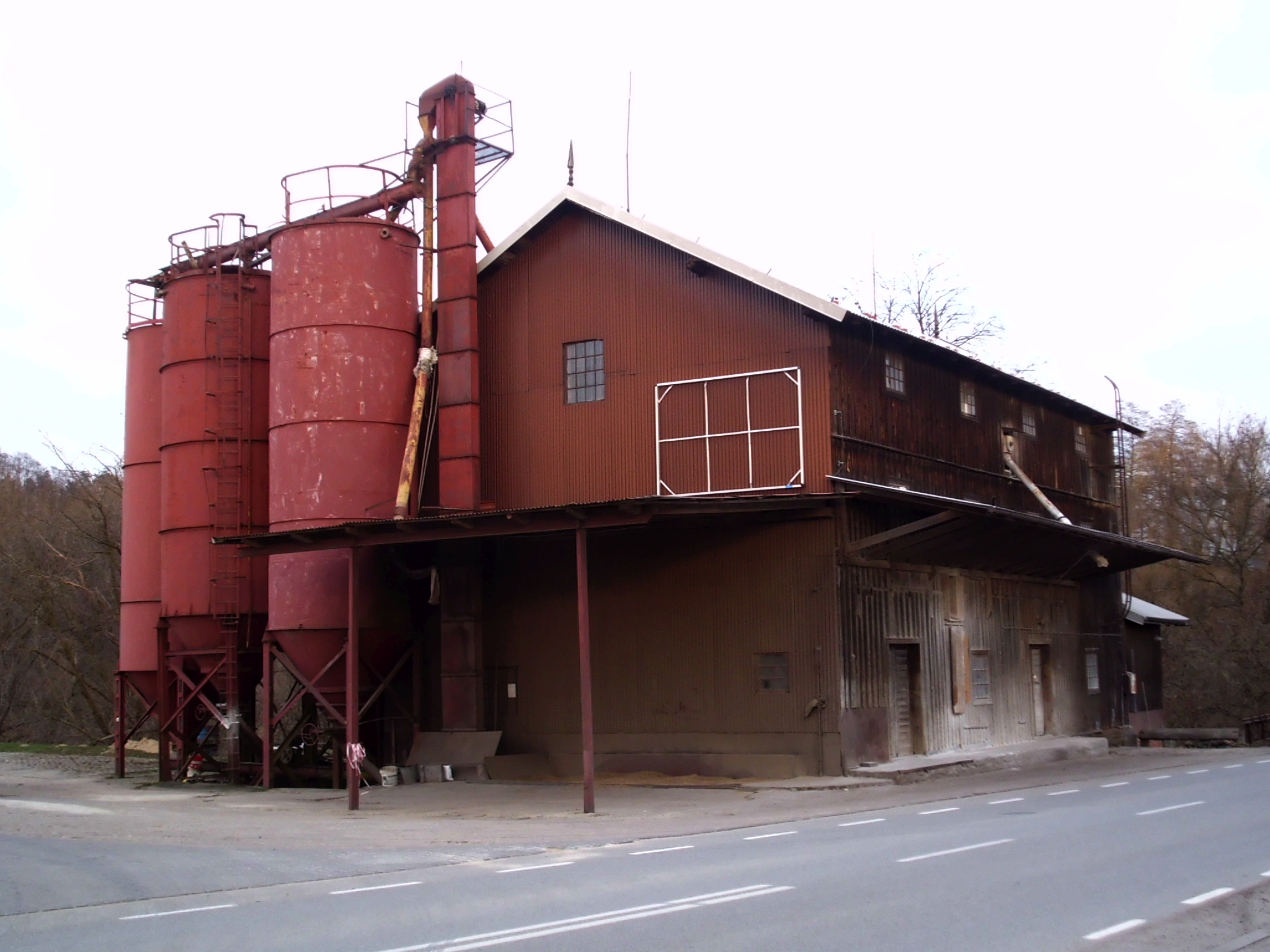
Młyn w Kołacinie

Przez miejscowość przebiega „Szlak Wytchnienia”, utworzony w ramach projektu „Muzeum w przestrzeni-wielokulturowe korzenie regionu łódzkiego” i obejmujący najatrakcyjniejsze przyrodniczo obiekty gmin Dmosin, Koluszki, Jeżów i Rogów. W Kołacinie są to młyn na Mrodze, dawny zajazd pocztowy i założenia dworskie. Te same trzy elementy współtworzą również „Szlak Zadumy”, prezentujący dziedzictwo kulturowe regionu. Same młyn i zajazd są obiektami „Szlaku Łaknienia”, skupiającego walory kulinarne ziemi łódzkiej.